# Eszter Muhari
Eszter Muhari (Budapeste, 30 de setembro de 2002) é uma esgrimista húngara.

## Carreira
Nos Jogos Europeus de 2023 em Cracóvia, Polônia, ela ganhou a medalha de prata no evento de espada por equipe feminina. Em 2024, ela ganhou a medalha de prata no evento de espada por equipe feminina no Campeonato Europeu de Esgrima em Basel, Suíça.
Ela representou a Hungria nos Jogos Olímpicos de Verão de 2024, realizados em Paris, França, onde ganhou a medalha de bronze na prova de espada feminina.